# Лоун-Джек (Міссурі)
Лоун-Джек (англ. Lone Jack) — місто (англ. city) в США, в окрузі Джексон штату Міссурі. Населення — 1492 особи (2020).

## Географія
Лоун-Джек розташований за координатами 38°52′21″ пн. ш. 94°10′27″ зх. д. / 38.87250° пн. ш. 94.17417° зх. д. (38.872498, -94.174129).  За даними Бюро перепису населення США в 2010 році місто мало площу 9,70 км², уся площа — суходіл.

## Демографія
Згідно з переписом 2010 року, у місті мешкало 1050 осіб у 378 домогосподарствах у складі 302 родин. Густота населення становила 108 осіб/км².  Було 404 помешкання (42/км²).
Расовий склад населення:
| - 94,3 % — білих - 2,0 % — чорних або афроамериканців - 0,9 % — корінних американців - 0,5 % — азіатів - 0,1 % — вихідців з тихоокеанських островів |

До двох чи більше рас належало 1,8 %. Частка іспаномовних становила 1,2 % від усіх жителів.
За віковим діапазоном населення розподілялося таким чином: 28,3 % — особи молодші 18 років, 64,7 % — особи у віці 18—64 років, 7,0 % — особи у віці 65 років та старші. Медіана віку мешканця становила 32,2 року. На 100 осіб жіночої статі у місті припадало 93,7 чоловіків;  на 100 жінок у віці від 18 років та старших — 91,6 чоловіків також старших 18 років.
Середній дохід на одне домашнє господарство  становив 71 184 долари США (медіана — 67 292), а середній дохід на одну сім'ю — 75 446 доларів (медіана — 71 875). Медіана доходів становила 49 688 доларів для чоловіків та 36 563 долари для жінок. За межею бідності перебувало 14,1 % осіб, у тому числі 19,2 % дітей у віці до 18 років та 8,3 % осіб у віці 65 років та старших.
Цивільне працевлаштоване населення становило 481 осіб. Основні галузі зайнятості: освіта, охорона здоров'я та соціальна допомога — 18,1 %, будівництво — 11,6 %, публічна адміністрація — 10,4 %, науковці, спеціалісти, менеджери — 9,8 %.